# اذان (العدين)

تعديل مصدري - تعديل

اذان محلة تابعة لقرية براحه العليا، التابعة لعزلة الجبلين بمديرية العدين إحدى مديريات محافظة إب في الجمهورية اليمنية.، بلغ تعداد سكانها 183 حسب تعداد اليمن لعام 2004.